# Kalser Straße
Die Kalser Straße (L 26) ist eine 13,75 Kilometer lange Landesstraße in Tirol, Bezirk Lienz. Sie bindet das Kalser Tal an die Felbertauern Straße (B 108) im Iseltal an und verläuft vom Ortsteil Huben der Gemeinde Matrei in Osttirol nordöstlich bis zur Ortschaft Großdorf. Die Straße verläuft mit Ausnahme der Abzweigung in Huben vollständig auf dem Gemeindegebiet von Kals am Großglockner und wird von der Straßenmeisterei Matrei in Osttirol betreut.

## Geschichte
Das Kalser Tal war ursprünglich nur über einen steilen Karrenweg erreichbar. Ab 1910 gewährte das österreichische Ministerium für Öffentliche Arbeiten einen jährlichen Zuschuss in Höhe von 30.000 Kronen für den Bau einer Straße. Erst 1912 wurde mit dem Bau der Straße begonnen, wobei der Ausbruch des Ersten Weltkriegs zu einer Unterbrechung der Arbeiten führte. Erst 1927 konnten die Errichtung der Straße vollendet werden.

## Verlauf
Die Kalser Straße zweigt in Huben an der Felbertauern Straße ab und führt zunächst über die Isel und danach steil bergan zur Ortschaft Oberpeischlach. In der Folge verläuft die Straße am rechtsseitigen Ufer des Kalserbachs durch die Weiler Staniska und Bichl, bevor sie kurzfristig an das linksseitige Ufer wechselt. Nach der neuerlichen Überquerung des Kalserbaches erreicht die Kalser Straße den „Schleierwasserfall“ des Staniskabaches, wobei hier ein Parkplatz errichtet wurde. Der Straßenverlauf folgt danach weiter dem rechtsseitigen Ufer des Kalserbach, führt unterhalb der Ortschaft Arnig vorbei und überquert nach dem Weiler Ellenparte an der Knopfbrücke neuerlich den Kalserbach. Danach verläuft die Straße westlich der Ortschaft Lesach und durchquert kurz darauf den zugehörigen Weiler Pradell, bevor die Straße den Ködnitzbach überquert und Ködnitz, den Hauptort der Gemeinde, erreicht. Nach der Durchquerung des Ortes endet die Straße kurz danach in der benachbarten Ortschaft Großdorf.